# Pleurochaetella simplicipes
Pleurochaetella simplicipes är en tvåvingeart som först beskrevs av Becker 1900.  Pleurochaetella simplicipes ingår i släktet Pleurochaetella och familjen kolvflugor. Arten är reproducerande i Sverige. Inga underarter finns listade i Catalogue of Life.